# 博阿諾瓦國家公園
14°23′42″S 40°07′34″W / 14.395°S 40.126°W
博阿諾瓦國家公園（葡萄牙語：Parque Nacional de Boa Nova），是巴西的國家公園，位於該國東北部巴伊亞州，成立於2010年6月11日，佔地1.2萬公頃，覆蓋博阿諾瓦、達里烏梅拉和達里烏梅拉地區。